# Сенека (окръг, Охайо)
Окръг Сенека (на английски: Seneca County) е окръг в щата Охайо, Съединени американски щати. Площта му е 1430 km², а населението - 58 683 души (2000). Административен център е град Тифън.